# Петър Солинат
Петър Солинат е францискански разпространител на католическото християнство и първи католически епископ на България.. Той е сред първите разпространители на католическата вяра по българските земи.

## Биография
Петър Злойутрич (Буди), наричан още Солинат заради родното си място, е роден през 1565 г. в град Соли (Тузла) в Босна.
През 1595 г., отива лично в Рим, за да разкрие условията за разпостраняване на католицизма на Балканите. През същата година в качеството си на апостолически визитатор, заедно с няколко босненски францисканци се установява в Северозападна България и разгръща активна дейност сред католическото население в Чипровския край. 
Петър Солинат бива назначен за софийски епископ през 1601 г. от папа Климент VІІІ по искане на чипровчани. За център на своята епископия, той избира Чипровец. Повече от две десетилетия (1600—1623 г.), Солинат посвещава на католическата църква в България. Изгражда църкви и манастири, открива училища.
Петър Солинат направил много не само за засилването на католическото разпространение в България. Поставя началото на покръстването на павликяните, които живеят между Стара планина и река Дунав и около Пловдив. Най-изтъкнатите български католически дейци и духовници, родени през първото десетилетие на XVII в., получили образованието си в Италия благодарение на неговото застъпничество. Основател е на Чипровския манастир и първото католическо училище в Чипровци. Подпомага своите ученици местните Петър Богдан Бакшев и Илия Маринов да получат образование в Рим.
Умира на 4 април 1623 г. в Босна.